# غواصة يو-10 (ألمانيا)
غواصة يو-10 كان غواصة من طراز يو5، وتعتبر واحد من 329 غواصة خدمت في البحرية الإمبراطورية الألمانية في الحرب العالمية الأولى. كان يو -10 منخرطا في الحرب البحرية وشارك في معركة الأطلنطي الأولى. غرقت في 30 يونيو 1916، بعد أن ضربih لغم في خليج فنلندا. وقتل جميع طاقمها المكون من 29.